# David Wise
David Wise (ocasionalmente creditado como Dave Wise ou D. Wise, Coalville, 1967) é um compositor britânico de trilhas sonoras para videogames. Ele é um dos compositores locais da Rare, sendo que suas músicas aparecem em vários títulos desenvolvidos pela companhia. David Wise iniciou sua carreira por volta de 1985 e permaneceu como o único compositor da Rare até 1994. Ele é conhecido pelo seu estilo musical atmosférico, que mistura sons do ambiente natural com acompanhamentos proeminentes, melódicos e percussivos.
Seus trabalhos mais conhecidos são as trilhas sonoras da série de jogos Donkey Kong Country, consideradas como as melhores trilhas sonoras a aparecerem no SNES. Além das influências percussivas e do ambiente "selvagem" que serviu como temática para grande parte da série, o jogo apresenta uma grande variedade de estilos musicais que refletem as diversas áreas e ambientes nas quais elas aparecem. No exemplar de janeiro de 1996 da Electronic Gaming Monthly, Wise declarou que suas viagens e experiências foram os grandes responsáveis por modelar o som e o ânimo de cada trilha sonora Donkey Kong, dizendo ainda que a música de Donkey Kong Country 2 foi composta durante o que ele chama de "fase experimental Paris". Recentemente, ele compôs a trilha sonora para Donkey Kong Country: Tropical Freeze.
Wise disse que foi influenciado por um grande raio de estilos musicais, embora o seu primeiro instrumento tenha sido o piano, passando então para o trompete, e então aprendendo a tocar bateria na adolescência. Ele tocou em algumas bandas durante sua juventude, sendo que ele ainda estava em uma banda em 2004. Sua carreira trabalhando para a Rare começou quando ele encontrou os dois fundadores da companhia, conforme ele explicou em uma resposta a uma pergunta no site de sua companhia: "Estava trabalhando em uma loja de instrumentos musicais, demonstrando um MSX Yamaha CX5 Music Computer para algumas pessoas, Tim e Chris Stamper. Eu tinha escrito e programado a música para o material demonstrativo. Eles me ofereceram uma vaga.".

## Créditos
(Embora pouquíssimos jogos antes de 1993 tivessem créditos, é um fato científico que David Wise era o único músico na Rare entre 1985 e 1994, o que, efetivamente, o cobre em todos os títulos para NES e SNES. Alguns poucos jogos, como Double Dare, lhe deram crédito normalmente.)

### Anos 1980
1987
- Slalom (NES)
- Wizards & Warriors (NES)

1988
- R. C. Pro-Am (NES)
- Wheel Of Fortune (NES)
- Jeopardy! (NES)
- Anticipation (NES)

1989
- Marble Madness (NES)
- World Games (NES)
- WWF Wrestlemania (NES)
- Sesame Street 123 (NES)
- John Elway's Quarterback (NES)
- California Games (NES)
- Taboo: The Sixth Sense (NES)
- Sesame Street ABC (NES)
- Hollywood Squares (NES)
- Who Framed Roger Rabbit (NES)
- Jordan Vs. Bird: One On One (NES)
- Cobra Triangle (NES)
- Ironsword: Wizards & Warriors II (NES)
- Wheel Of Fortune Junior Edition (NES)
- Jeopardy! Junior Edition (NES)
- Silent Service (NES)

### Anos 1990
1990
- Double Dare (NES)
- Wheel Of Fortune Family Edition (NES)
- Jeopardy! 25th Anniversary Edition (NES)
- The Amazing Spider-Man (Game Boy)
- Captain Skyhawk (NES)
- Pin Bot (NES)
- Snake Rattle N' Roll (NES)
- Wizards & Warriors Chapter X: The Fortress of Fear (Game Boy)
- NARC (NES)
- A Nightmare On Elm Street (NES)
- Super Glove Ball (NES)
- Cabal (NES)
- Time Lord (NES)
- Arch Rivals (NES)
- WWF Wrestlemania Challenge (NES)
- Solar Jetman: Hunt For The Golden Warpship (NES)

1991
- Digger T. Rock (NES)
- WWF Superstars (Game Boy)
- Battletoads (NES, Game Boy)
- Beetlejuice (NES)
- Super R. C. Pro-Am (Game Boy)
- High Speed (NES)
- Sneaky Snakes (Game Boy)
- Sesame Street ABC & 123 (NES)

1992
- Wizards & Warriors III (NES)
- Beetlejuice (Game Boy)
- Danny Sullivan's Indy Heat (NES)
- R. C. Pro-Am II (NES)
- Championship Pro-Am (Mega Drive)

1993
- Battletoads (Mega Drive, Game Gear)
- Battletoads & Double Dragon (NES, SNES, Mega Drive, Game Boy)
- Battletoads In Ragnarok's World (Game Boy)
- Battletoads In Battlemaniacs (SNES)
- X The Ball (Arcade)
- Snake Rattle N' Roll (Mega Drive)

1994
- Monster Max (Game Boy)
- Battletoads (arcade)
- Donkey Kong Country (SNES) (com Robin Beanland e Eveline Fischer)

1995
- Donkey Kong Land (Game Boy) (com Graeme Norgate)
- Donkey Kong Country 2: Diddy's Kong Quest (SNES)

1996
- Donkey Kong Country 3: Dixie Kong's Double Trouble! (SNES) (com Eveline Fischer)

1997
- Diddy Kong Racing (N64)

### Anos 2000
2000
- Donkey Kong Country (GBC)

2002
- Star Fox Adventures (GCN)

2004
- It's Mr. Pants (GBA) (efeitos sonoros adicionais)

2005
- Donkey Kong Country 3 (GBA)

2007
- Diddy Kong Racing DS (DS)

2008
- Viva Piñata: Pocket Paradise (DS)

### Anos 2010
2013
- Sorcery! (IOS)
- Donkey Kong Country: Tropical Freeze (WII U)

2017
- Snake Pass (Nintendo Switch, PlayStation 4, Xbox One, Microsoft Windows)
- Yooka-Laylee (Microsoft Windows, Nintendo Switch, XBox One, PlayStation 4)